# 眉柳
眉柳（学名：Salix wangiana）为杨柳科柳属的植物，为中国的特有植物。分布在中国大陆的陕西等地，生长于海拔2,650米至3,000米的地区，常生长在山梁或山坡，目前尚未由人工引种栽培。

## 异名
- Salix rhododendroides C. Wang et C. Y. Yu
- Salix wangiana Hao var. tibetica C. Wang et C. F. Fang